# Victor Duruy

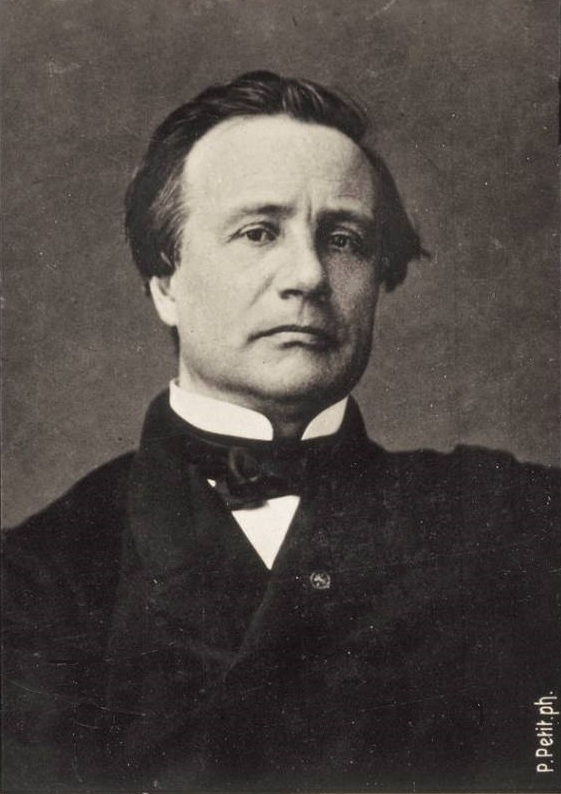
Victor Duruy

Victor Duruy (* 11. September 1811 in Paris; † 25. November 1894 ebenda) war ein französischer Historiker und Bildungspolitiker.

## Leben
Victor Duruy wurde an der École normale ausgebildet und verließ dieselbe 1833, um als Lehrer für Geschichte am Lycée Henri IV zu wirken. Nachdem er an verschiedenen Gymnasien unterrichtet hatte, wurde er 1861 Inspektor der Schulbehörde von Paris, dann Generalinspektor des Sekundärunterrichts und Professor für Geschichte an der École polytechnique.
Durch seine Mitwirkung an Napoleons III. Werk über Julius Cäsar kam er in nähere Berührung mit dem Kaiser, der ihn 1863 zum Kultusminister ernannte.
Er entwickelte eine fruchtbare reformatorische Tätigkeit und führte zahlreiche Reformen zur Verbesserung des staatlichen Bildungswesens durch. Unter Duruy wurde die École pratique des hautes études gegründet, der Turnunterricht an höheren Schulen eingeführt, staatliche Höhere Töchterschulen gegründet. Außerdem sorgte Duruy für die Wiedereinführung philosophischer Disziplinen in der agrégation und machte Geschichts- und Geographieunterricht an allen Grundschulen obligatorisch. Duruy setzte sich besonders für die Verbesserung des Ansehens und Einkommens der Grundschullehrer ein und bemühte sich, die Schulbildung in möglichst vielen Kommunen kostenfrei zu machen. In vielen Bereichen stieß Duruy damit Reformen an, die unter Jules Ferry in der Dritten Republik mit den lois Ferry (1881–82, obligatorischen kostenfreien und laizistischen Grundschule für alle Kinder) vollendet wurden.
Auch die Einführung der sogenannten Conferences littéraires, die jetzt über ganz Frankreich verbreitet sind, ist sein Werk. Seine weiteren und eingreifenden Forderungen, besonders die Einführung der Schulpflicht und der Unentgeltlichkeit des Volksschulunterrichts, stießen auf den hartnäckigsten Widerstand der klerikalen Partei, den er bei der geringen Unterstützung von Seiten der Liberalen nicht zu brechen vermochte. Diesen Angriffen gerade in der Nationalversammlung musste er weichen und trat im Juli 1869 zurück.
Der französische Kaiser ernannte ihn zum Senator, die Griechische philologische Gesellschaft in Konstantinopel 1863 zum Ehrenmitglied. 1867 wurde er zum Mitglied der Königlich Niederländischen Akademie der Wissenschaften gewählt. 1873 wurde er Mitglied der Académie des Inscriptions et Belles-Lettres, 1879 der Académie des sciences morales et politiques und 1884 schließlich der Académie française. 1886 wurde er Mitglied der American Philosophical Society.

## Veröffentlichungen (Auswahl)
- Histoire des Romains (1843–44, 2 Bände)
- État du monde romain vers le temps de la fondation de l’empire (1853)
- Histoire de France (1852, 2 Bände)
- Histoire de la Grèce ancienne (1862, 2 Bände; neue Ausgabe 1874)
- Introduction générale à l’histoire de France (1865, 4. Auflage 1884)
- Histoire des Romains jusqu’à la mort de Théodose (1870–79, 7 Bände; neue illustrierte Prachtausgabe 1879–84, 7 Bände), aus welcher die Geschichte des römischen Kaiserreichs von Gustav Hertzberg (Leipzig 1884 ff., 4 Bde.) deutsch bearbeitet wurde.

Er verfasste mehrere Bände der von ihm herausgegebenen Histoire universelle.